# Ferme d'alligators

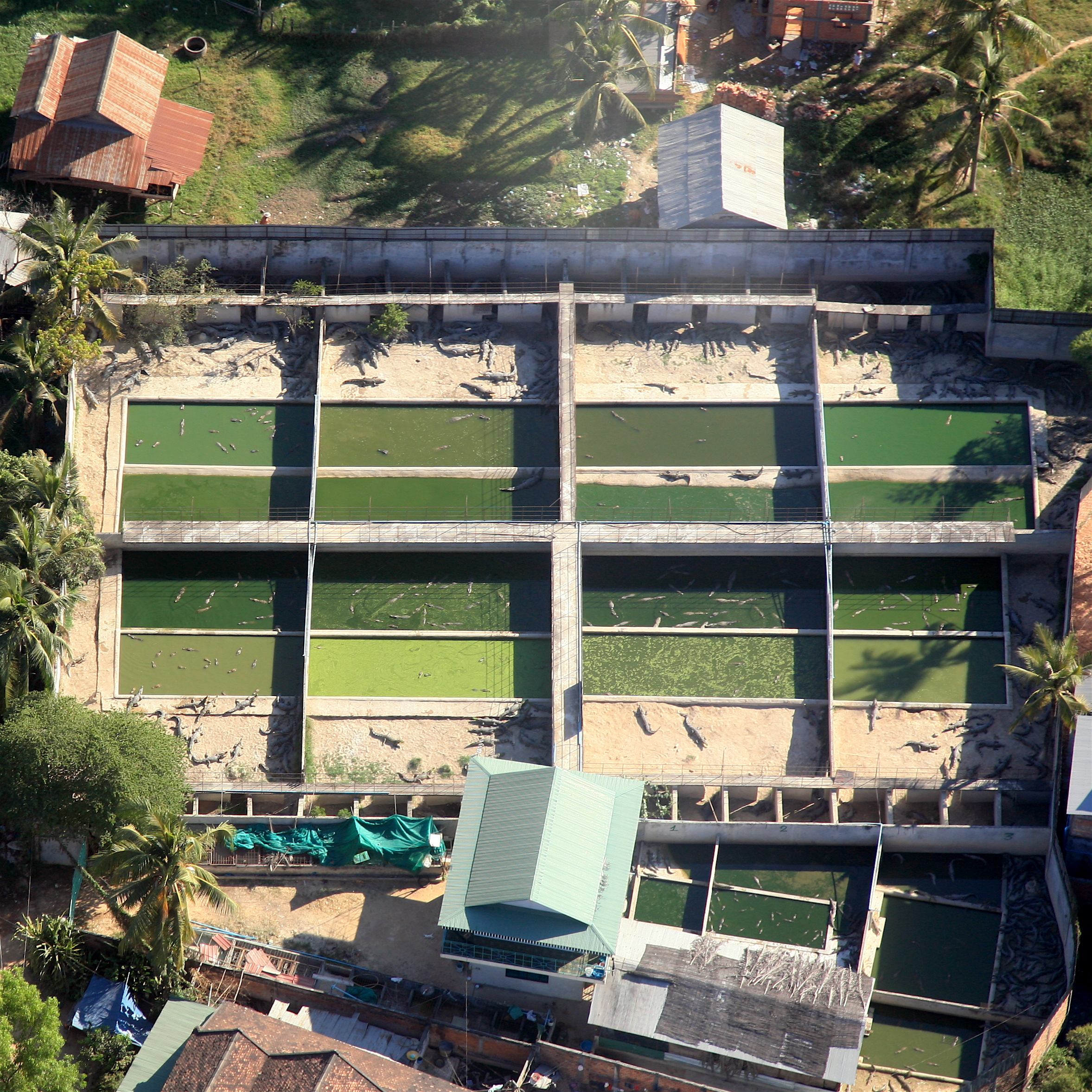
Vue aérienne d'une ferme de crocodiles au Cambodge.

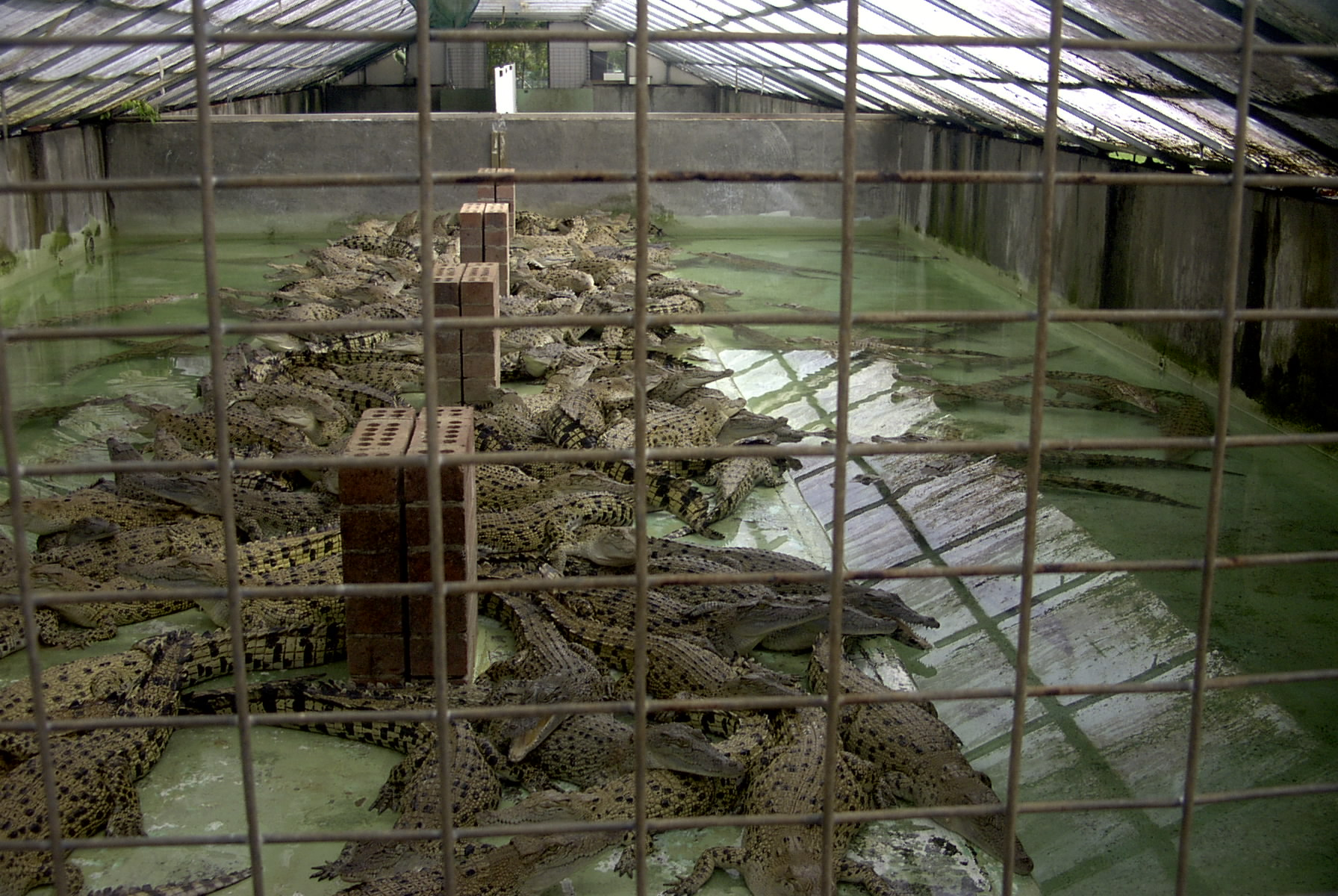
Ferme de crocodiles marins en Australie.

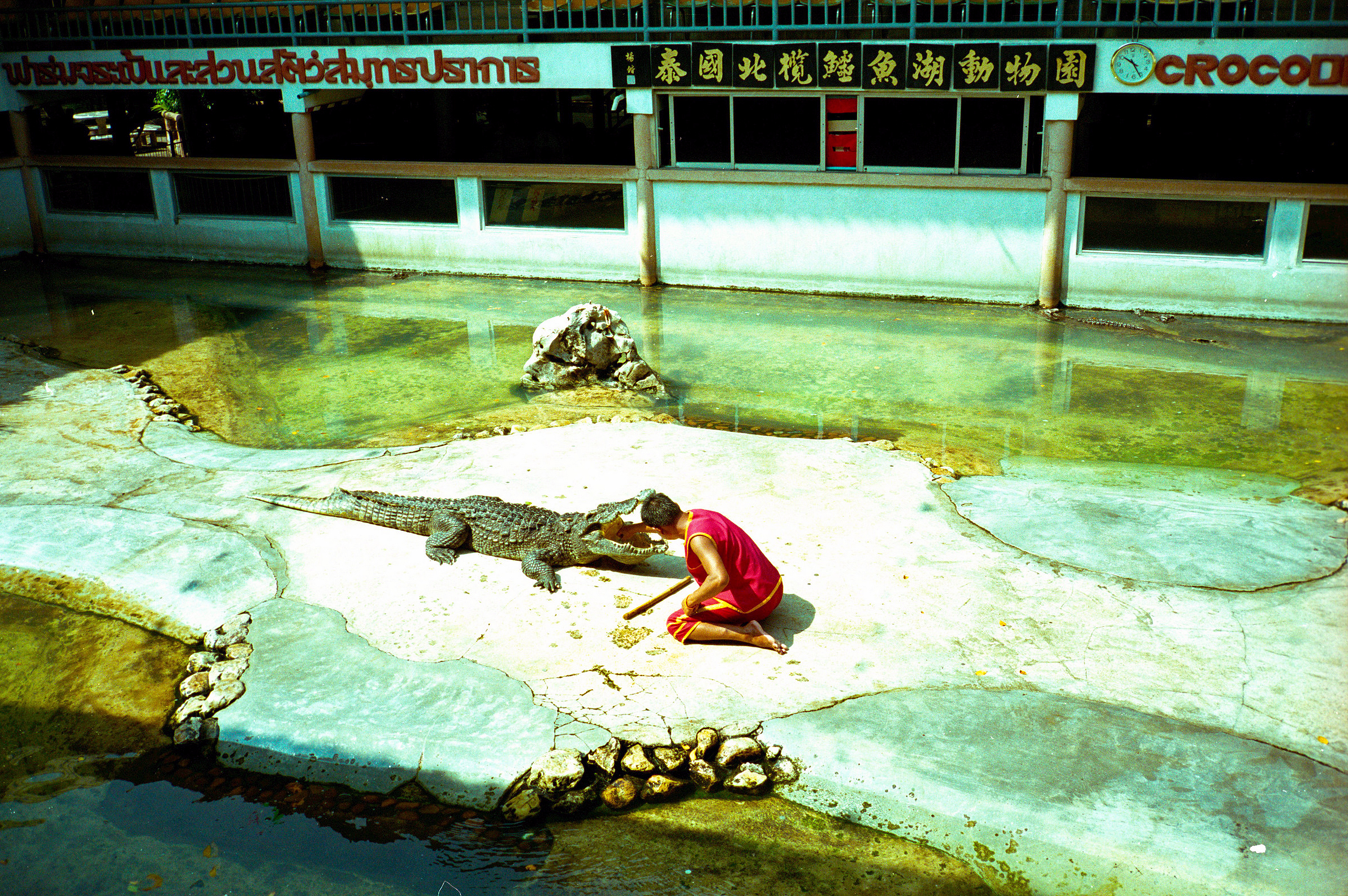
"Ferme et Zoo Samutprakarn en Thaïlande.

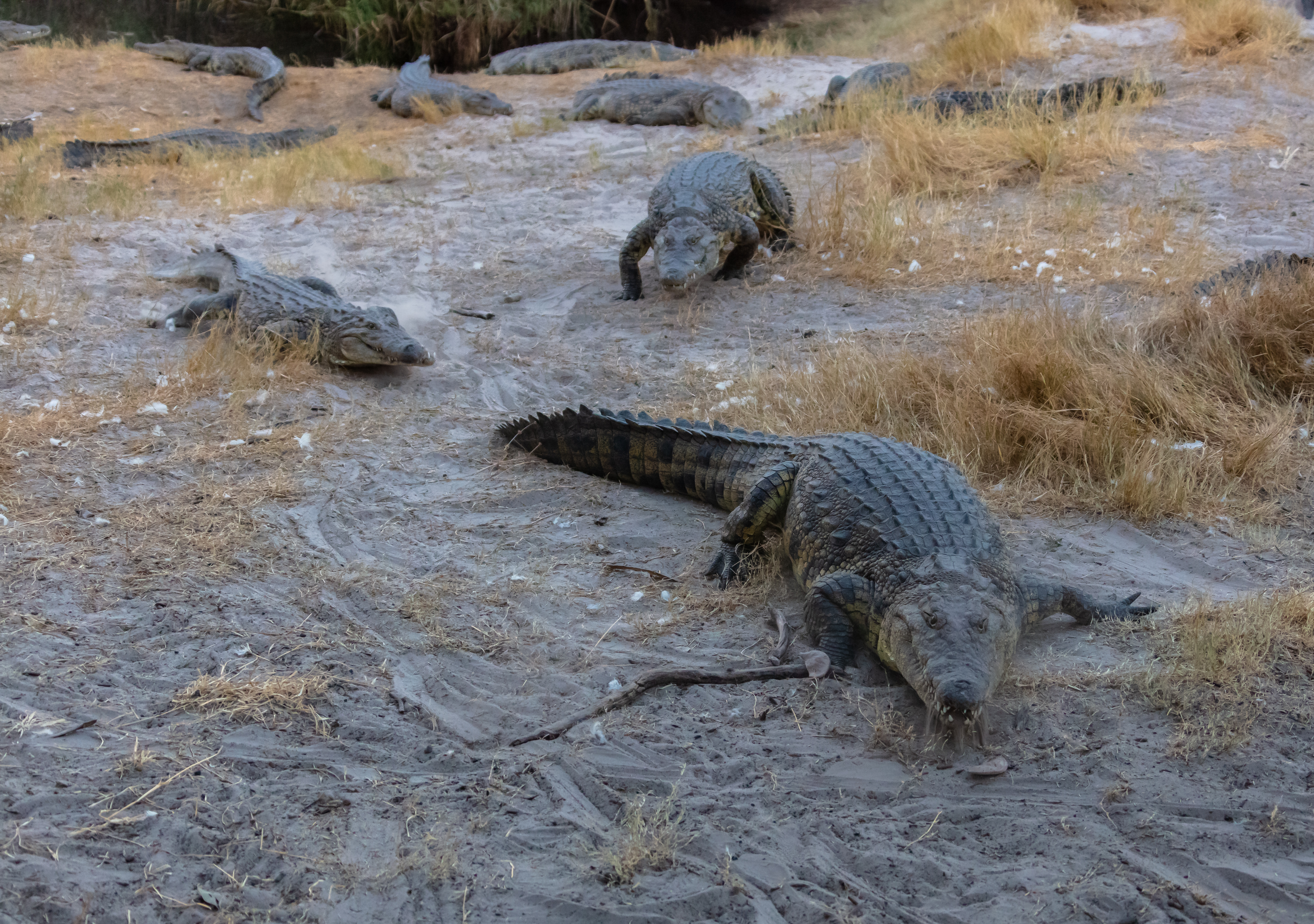
Ferme de crocodiles en Botswana.

Une ferme d'alligators ou ferme de crocodiles est un établissement destiné à la reproduction et l'élevage des crocodiliens en vue de produire de la viande, du cuir, voire d'autres produits issus de cet animal. De nombreuses espèces d'alligators ou de crocodiles sont élevées dans le monde. Le terme de ranch est parfois utilisé. Rien qu'en Louisiane, les fermes d'alligators représentent une industrie de 60 à 70 millions de dollars.

## Histoire
Même non domestiqués, les alligators et les crocodiles ont été élevés dans des fermes au moins depuis le début du XXe siècle. À l'époque, la plupart de ces entreprises naissantes, tel que St. Augustine Alligator Farm Zoological Park, créé en 1893, étaient plus des attractions touristiques que de réelles fermes. C'est seulement dans les années 1960 que des opérations commerciales commencèrent, visant à récolter des œufs d'alligators sauvages ou à en élever sur place. Cette initiative était principalement motivée par la diminution du nombre d'alligators sauvages, proches de l'extinction à cette époque.
L'alligator américain ayant été placé sous protection officielle en 1967 (en vertu d'une loi précédant l'Endangered Species Act de 1973), élever des alligators pour en récolter la peau devint l'option la plus viable pour la production de cuir. Surtout concentrée dans les États américains du Sud, Louisiane, Floride et Géorgie, la pratique s'est rapidement propagée à d'autres nations. L'alligator américain et l'alligator de Chine sont aujourd'hui élevés intensivement, la plupart dans la région natale respective de chaque espèce. Le crocodile du Nil se trouve dans des ranchs partout à travers l'Afrique, et le crocodile marin est élevé, entre autres, en Australie. Les caïmans, trop petits, ne sont généralement pas jugés suffisamment rentables, bien que l'élevage en captivité du caïman à lunettes soit pratiqué en Amérique du Sud.
La demande principale concernant l'élevage d'alligators et de crocodiles concerne les peaux, chaque animal pouvant rapporter des centaines de dollars. Les viandes d'alligators et de crocodiles, traditionnellement présentes dans la cuisine du Sud des États-Unis (en particulier la cuisine cajun) et certaines cuisines africaines et asiatiques, ont commencé à être vendues et expédiées à des marchés où ce mets était inconnu. La cuisine chinoise basée sur la médecine traditionnelle chinoise considère la viande comme un aliment curatif pour les rhumes et pouvant prévenir des cancers, même s'il n'existe aucune preuve scientifique à l'appui. Les Vietnamiens consommaient la viande de crocodile, tandis que les Chinois considéraient sa consommation comme taboue.

## Effets
Une fausse idée répandue est que les crocodiliens sont une source facile de revenus et sont faciles à entretenir en captivité. Cependant, peu d'entreprises d'élevage de crocodiliens sont couronnées de succès dans le monde. Pour compenser les frais généraux et pour disposer d'une source régulière de revenus, les élevages de crocodiliens peuvent générer du tourisme, de cette manière les fermes d'alligators peuvent aider les autochtones en leur fournissant du travail.
Les fermes d'alligators ont des effets négatifs minimes sur l'environnement, et au moins deux effets positifs directs sur la préservation des alligators. L'industrie du luxe étant une manne financière solide, le braconnage s'en voit naturellement réduit. Les crocodiliens juvéniles peuvent également être relâchés dans la nature pour permettre de garder un taux de population stable. La préservation des crocodiles sauvages a également bénéficié indirectement de l'élevage en captivité. Les entreprises d'élevage protègent les habitats des crocodiles, prenant soin des sites de nidification. L'incitation fiscale à maintenir un environnement sain pour la reproduction des alligators signifie que l'environnement et sa faune sont considérés comme une ressource économique. Ceci peut inciter le gouvernement de prendre en charge correctement les populations de crocodiliens.
D'autres animaux autres que les crocodiliens pourraient bénéficier de ce genre d'élevage durable et éthique.

## Méthodes d'élevage
L'élevage, la récolte sauvage et l'élevage en captivité sont les trois façons d'obtenir des crocodiliens qui soient reconnus par la Convention sur le commerce international des espèces de faune et de flore sauvages menacées d'extinction (CITES) et par le Groupe de spécialistes des crocodiles (CSG). En captivité, les alligators sont élevés soit dans des fermes, soit dans des ranchs. Les fermes les élèvent et les font se reproduire, tandis que les ranchs ne s'occupent que d'individus récupérés dans la nature avant la naissance, à l'état d'œufs. Les deux types d'élevages tentent en revanche de laisser un certain nombre de leurs jeunes spécimens retourner dans la nature. Ceci conduit à de meilleures chances de survie pour ces espèces, par rapport à ce qui est observé à l'état naturel.
Il y a un certain nombre d'options pour le logement des crocodiles en captivité — par exemple : de vastes zones de lac ou des marais qui peuvent être clôturées pour abriter de nombreux animaux ; de plus petites surfaces peuvent être aménagées pour une poignée d'individus. Les crocodiles adultes ont besoin de grands espaces en raison de leur taille, ainsi que leur durée de vie qui peut atteindre jusqu'à 50 ans. Quel que soit le type d'enceinte choisie, le point important est de pouvoir nettoyer régulièrement sans déranger les crocodiles et les alligators. S'ouvrir au tourisme demande de concevoir un aménagement sécurisé et agréable ; à contrario, un établissement fermé au public peut se concentrer sur l'optimisation de l'organisation de ses locaux.
L'élevage implique la collecte d'œufs ou de jeunes dans la nature pour ensuite les élever jusqu'à la taille du marché pour qu'ils puissent être conduits hors des installations lorsqu'ils ont atteint une taille qui leur permettra d'avoir un bon taux de survie dans la nature. Ces méthodes sont considérées comme un « cycle ouvert » car ils s'intéressent à la santé et l'habitat afin de maintenir la viabilité des populations sauvages.
Aucune hormone de croissance n'est donnée aux crocodiles dans de nombreuses fermes, mais des promoteurs de croissance tels que la bacitracine de zinc sont utilisés.

## Préoccupations

### Bien-être animal
Les questions de bien-être incluent la menace de maladies crocodiliennes telles que la variole du caïman, l'hépatite adénovirale, le mycoplasmose et la chlamydiose. Les crocodiles souffrent de stress dans des espaces confinés tels que les fermes, conduisant à un accroissement du nombre de maladies. La plupart des crocodiliens gardent une température corporelle dans les 28 à 33 °C. Dans les fermes, la température du corps peut atteindre 36 °C, ce qui affecte le système immunitaire des animaux et augmente les risques d'attraper diverses maladies. Une autre préoccupation est la propreté de l'eau dans les enclos.

### Nuisibles
En Louisiane et en Floride, les moustiques porteurs de la forme de l'ouest du Nil du paludisme se sont répandus dans les fermes de crocodiles.

## Maladies
Entre 2001 et 2003, le virus du Nil occidental (VNO) a infecté et a causé la mort de l'alligator d'Amérique en Géorgie, en Floride, en Louisiane et dans l'Idaho, causant une chute économique de leur élevage. La maladie est transmise par les moustiques. Le VNO fut découvert au Mexique dans une ferme de crocodiles à Ciudad del Carmen.
La peau, notamment la face inférieure, des alligators et des crocodiles a une valeur commerciale, les maladies de la peau doivent donc être traitées correctement et efficacement.
Les maladies varient entre les espèces de crocodiliens. La salmonellose est commune à certaines fermes, et est attrapée par la nourriture infectée; elle peut se propager par des mauvaises pratiques d'hygiène. La chlamydia, (en particulier Chlamydophila psittaci) peut persister pendant des années si elle n'est pas traitée, par exemple avec de la tétracycline. Les crocodiliens peuvent attraper des mycobactéries à partir de viande infectée.
Les maladies affectant les crocodiliens comprennent la vérole du crocodile, qui est causée par le Parapoxvirus, affectant les nouveau-nés et les jeunes. Elle provoque la formation d'un résidu brun autour des yeux, de la cavité orale, et de la queue. La vérole du caïman provoque des lésions blanches similaires autour des yeux, de la cavité buccale, et de la queue. L'hépatite Adénovirus provoque la défaillance des organes et la mort. La mycoplasmose provoque polyarthrite et la pneumonie chez les crocodiliens de moins de trois ans. Les animaux atteints ont des mâchoires enflées et sont incapables de se déplacer. La chlamydiose a deux formes qui affectent les jeunes de moins d'un an. La première conduit à une hépatite aiguë, conduisant le plus souvent au décès de l'individu. L'autre forme provoque une conjonctivite bilatérale chronique, provoquant généralement la cécité. D'autres maladies affectant les crocodiliens comprennent les infections avec des bactéries comme Salmonella, Chlamydia, et les mycobactéries. Les infections parasitaires incluent les kystes de ténia, Trichinella spiralis nelsoni dans la viande de crocodiles du Nil au Zimbabwe, et Coccidia.

### Pestes
De nombreuses fermes de crocodiles aux États-Unis ont connu des dégâts matériels à cause de Sus scrofa.

## Culture populaire
Une ferme de crocodiliens en Jamaïque est en vedette dans le film de James Bond de 1973 Vivre et laisser mourir. Tee Hee Johnson, l'un des hommes de main du méchant, tente de donner James Bond à nourrir aux alligators et aux crocodiles.
Dans la deuxième saison de The Amazing Race Australie, les équipes devaient visiter une ferme d'alligators cubaine et nourrir avec une brouette pleine d'appâts une poignée d'alligators, ainsi qu'en capturer un à l'aide d'un bâton et d'une corde afin de recevoir leur prochain indice.